# Onocephala thomsoni
Onocephala thomsoni là một loài bọ cánh cứng trong họ Cerambycidae.